# Neeme (Saaremaa)
Neeme (Duits: Nemme) is een plaats in de Estlandse gemeente Saaremaa, provincie Saaremaa. De plaats heeft de status van dorp (Estisch: küla) en heeft 15 inwoners (2021).
Tot in oktober 2017 lag de plaats in de gemeente Kihelkonna. In die maand ging Kihelkonna op in de fusiegemeente Saaremaa.
Neeme ligt aan de baai Uudepanga laht aan de noordkust van het schiereiland Tagamõisa in het noordwesten van het eiland Saaremaa. Ten oosten van de plaats ligt het beschermde natuurgebied Tagamõisa hoiuala (7930 ha) met daarin het meer Põdragu järv.

## Geschiedenis
Neeme werd in 1617 voor het eerst genoemd onder de naam Nemmal als nederzetting op het landgoed Nemmal, dat op het eind van de 17e eeuw de naam Taggamois (Tagamõisa) kreeg. Tussen 1977 en 1997 maakte de plaats deel uit van het buurdorp Kuralase.